# Nummis kyrka
Nummis kyrka (fin. Nummen kirkko) är en evangelisk-luthersk gråstenkyrka i Nummis i Lojo i Nyland. Kyrkan som är byggd år 1822 representerar neoklassisk stil. Nummis kyrkas ritningar har gjorts av A.N. Edelcranz år 1807 i den Kunliga Intendantskontoret i Stockholm. Kyrkan används av Nummis regionförsamling som tillhör Lojo församling.
Nummis kyrka har 850 sittplatser vilket betyder att kyrkan är den största kyrkan i Lojo om man räknar storleken med antalet sittplatser.

## Kyrkans inventarier
Altartavlan som är i två delar har målats av Axel Johan Fägerplan i Stockholm år 1825. Kyrkans predikstol är från en före detta träkyrka som var byggd år 1635. I kyrkan finns kvar en fasad av en gammal orgel som var byggd i Tallinn av Gustaf Norrmans orgelfabrik år 1864. Den nya orgeln är tillverkad av Kangasala orgelfabrik år 1973 och instrumenten har 20 stämmor.
Det äldsta föremålet i kyrkan är en medeltida krucifix som donerades från Lojo församling till den före detta träkyrkan i Nummis. Krucifixet är från slutet av 1300-talet.
Den gamla gravgården är från 1600-talet och den nyare gravgården grundades på 1820-talet. Den nyaste gravgården invigdes den 4 oktober 2009.
Minnesmärket vid Nummis hjältegravar som heter "Lumessa kahlaava haavoittunut sotilas" (skadat soldat som vadar i snö) har designats av Emil Filén år 1951.
Kyrkotextilerna är tillverkade av Impi Laaksonen år 1974.

## Olyckan
På sommaren 2008 slog blixten ned i kyrkans klocktorn och tände eld på flera delar av klocktornets träkanter. Brandkåren blev larmad till kyrkan av kyrkvaktmästaren Matti Vierto efter klockan fyra på morgonen. Vierto hade klättrat upp i kyrktornet då han hade fått ett meddelande i sin telefon om ett fel i alarmsystemet. Den automatiska branddetektorn fungerade inte på grund av det allvarliga blixtnedslag.

## Bilder

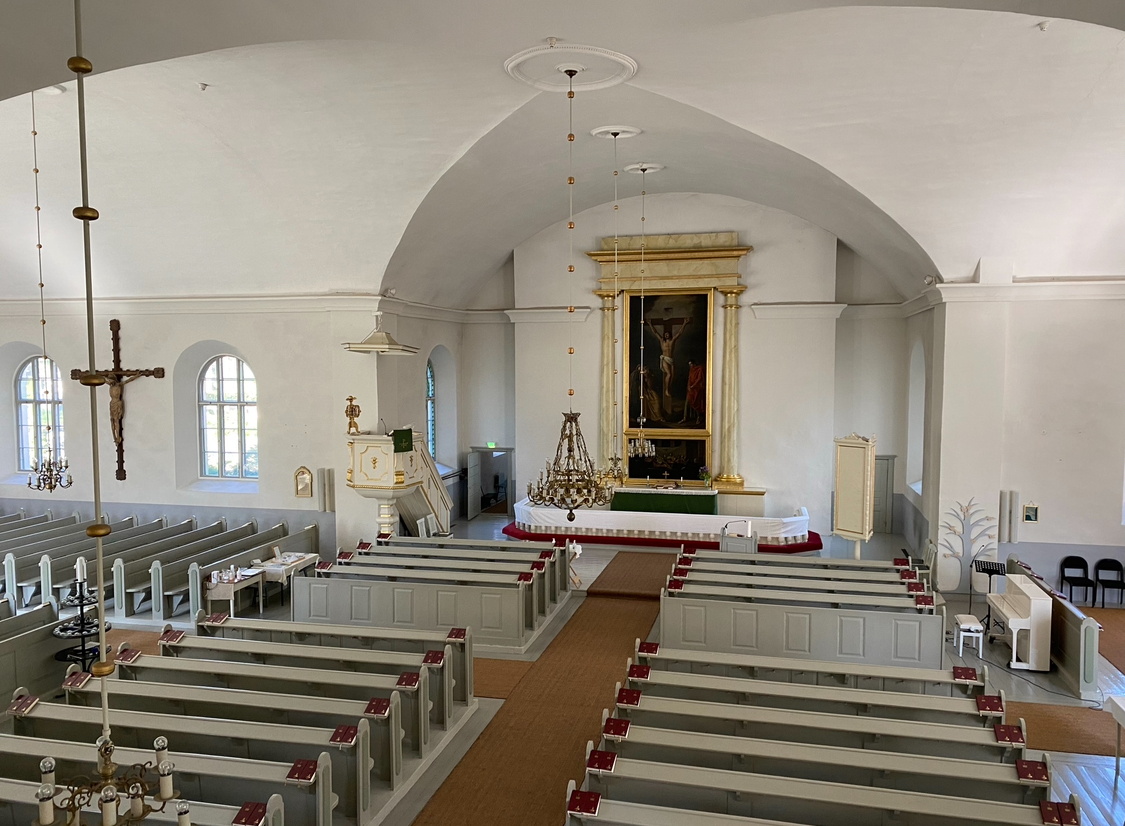
Kyrkosalen.
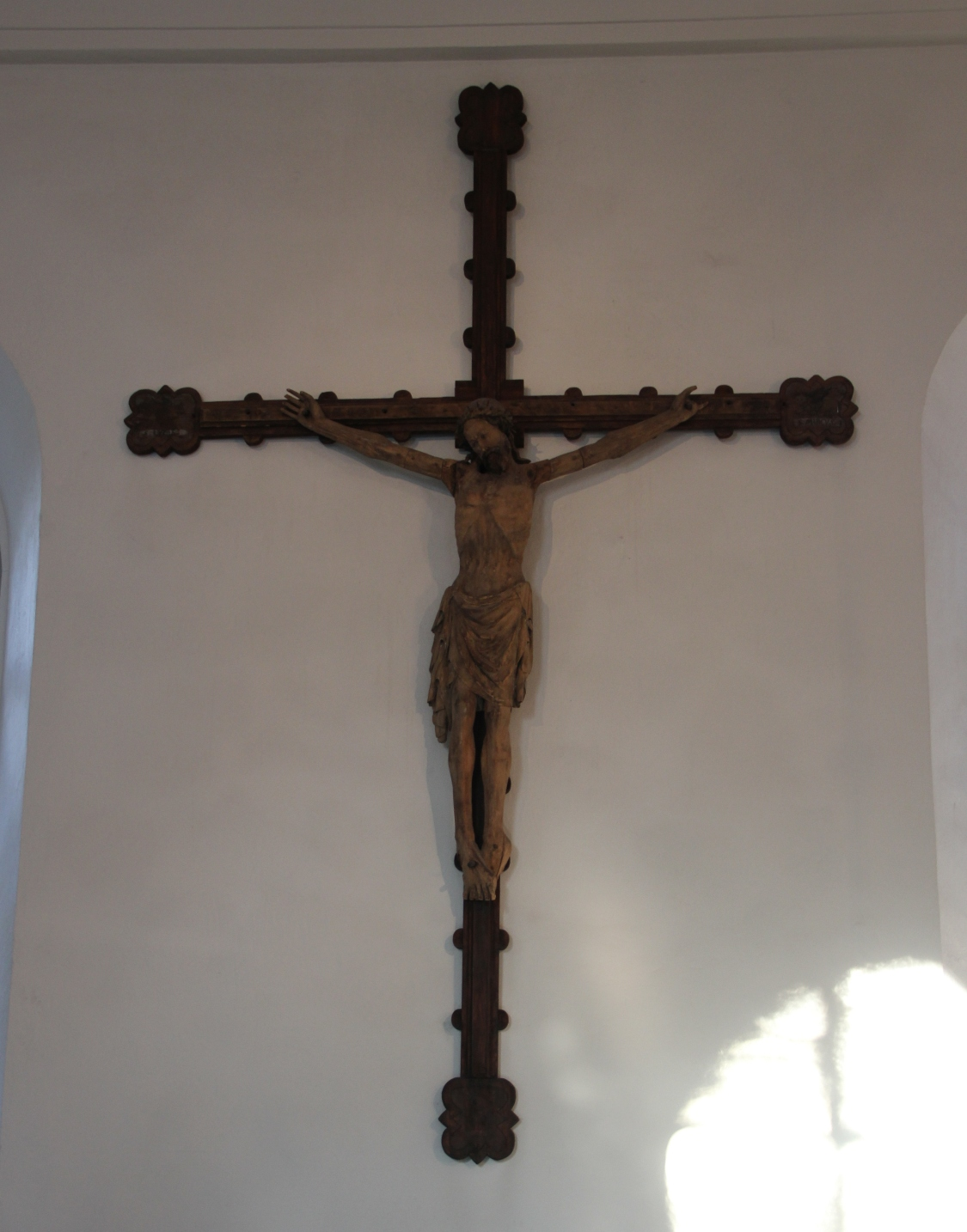
Krucifixet.
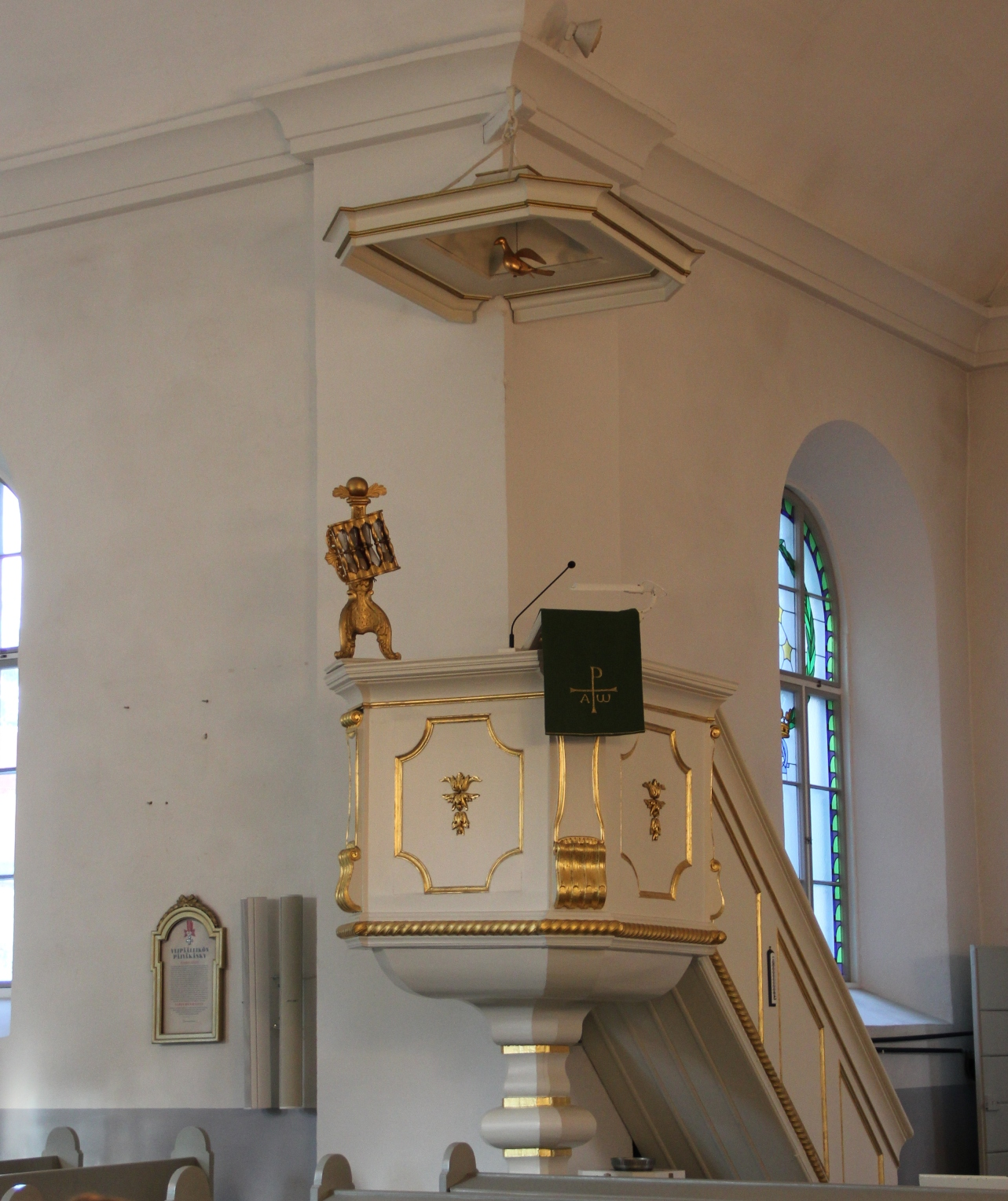
Predikstolen.
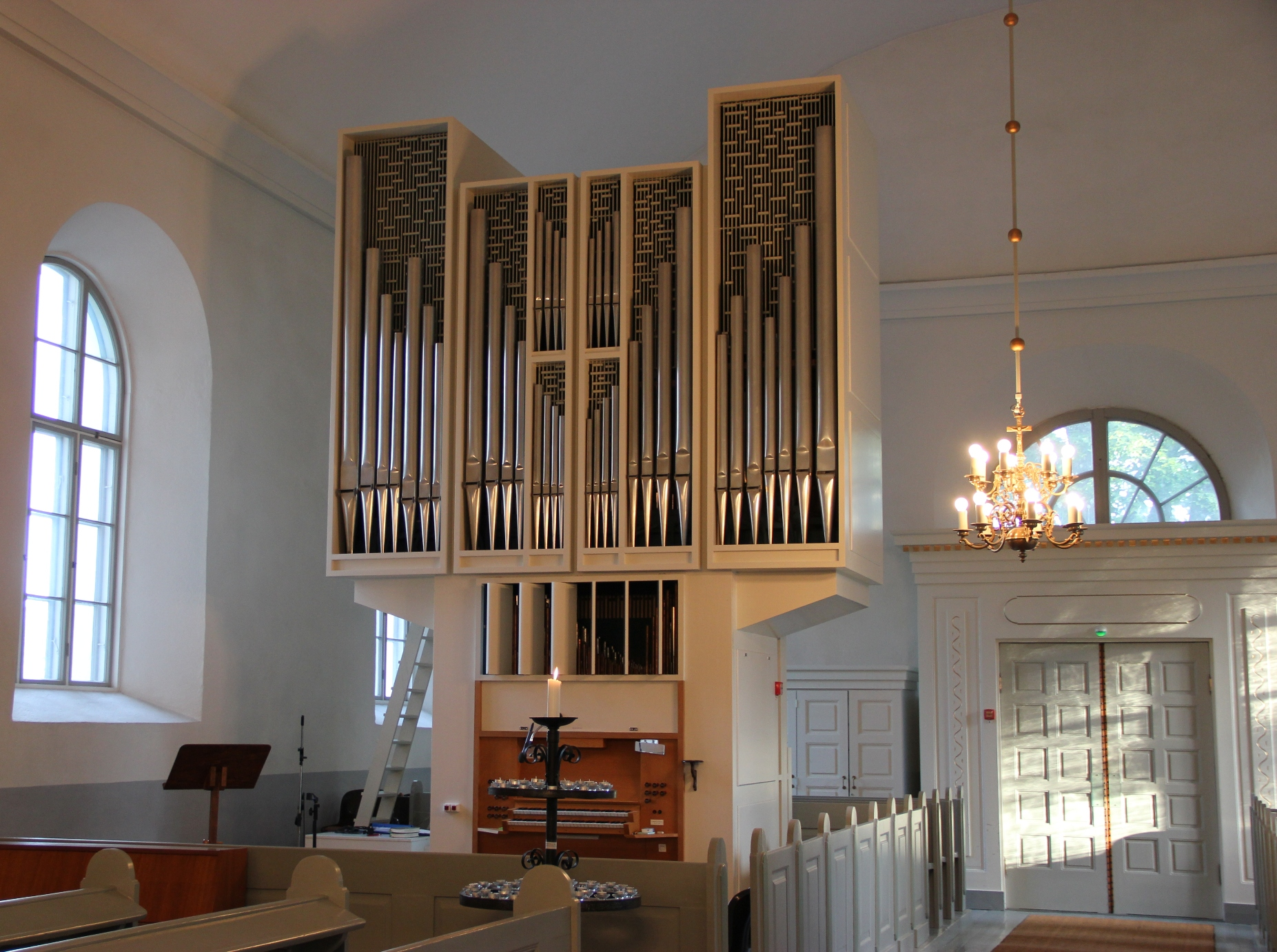
Den nya orgeln.
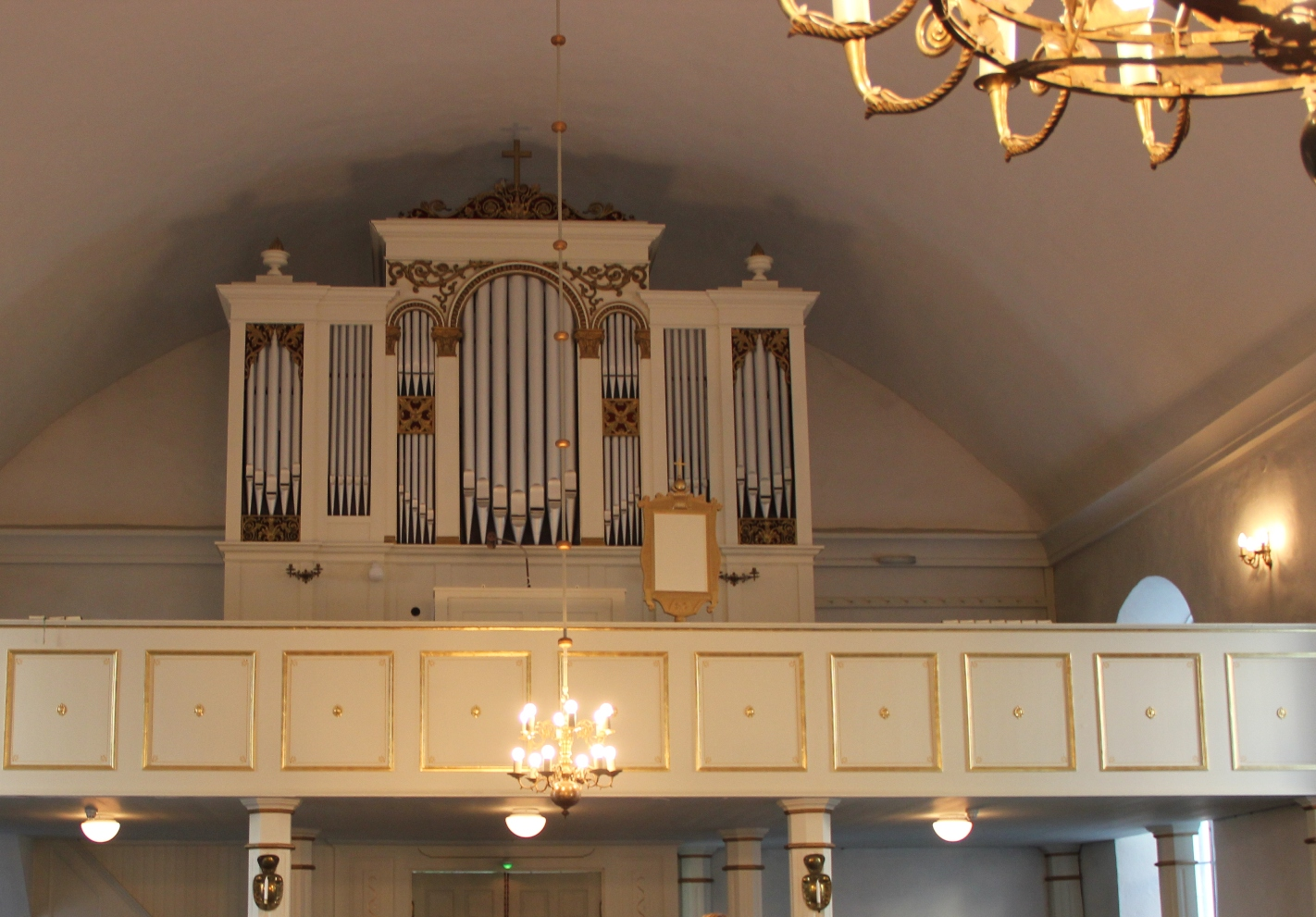
Den gamla orgeln.
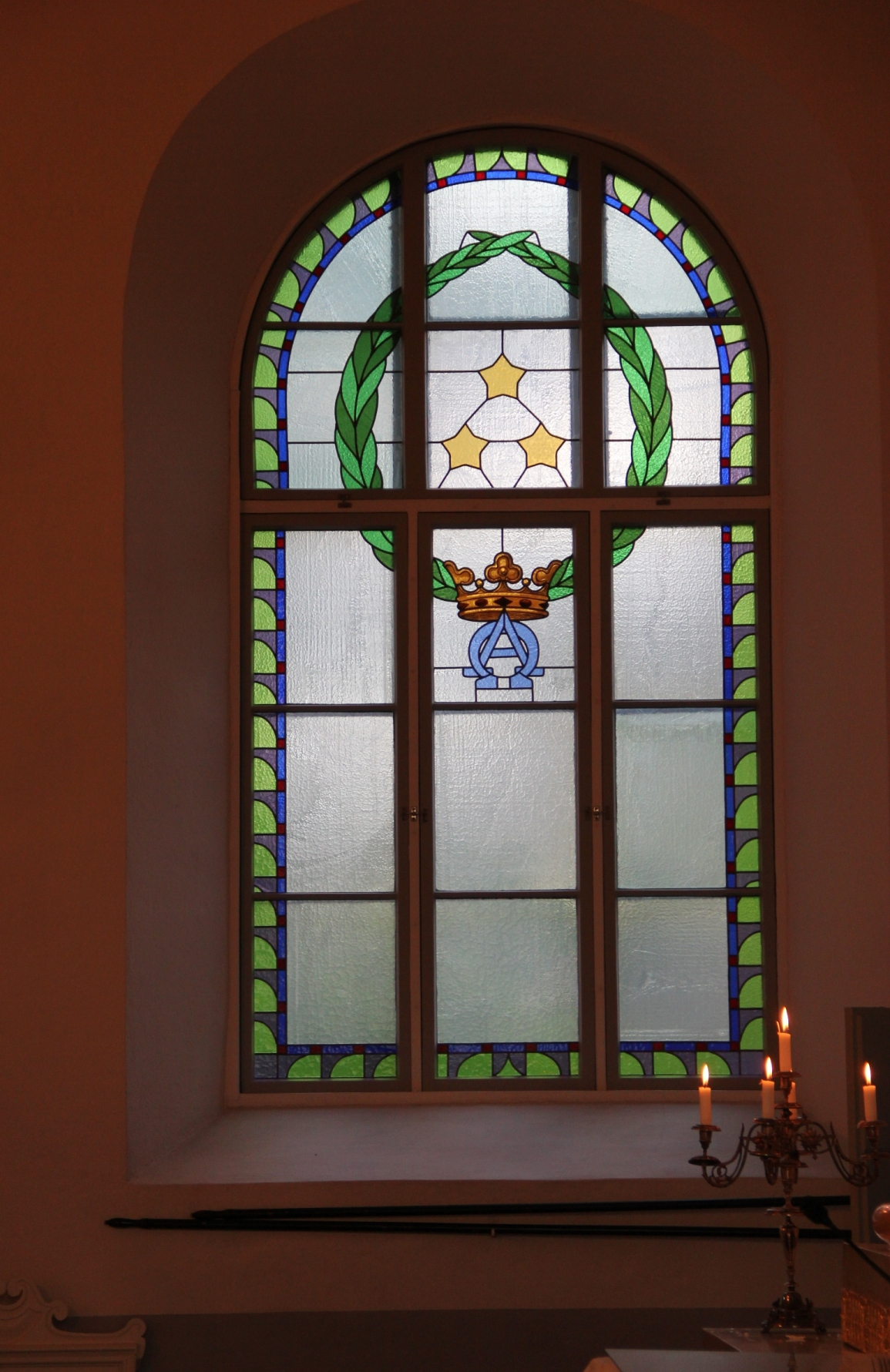
Fönstermålningen.
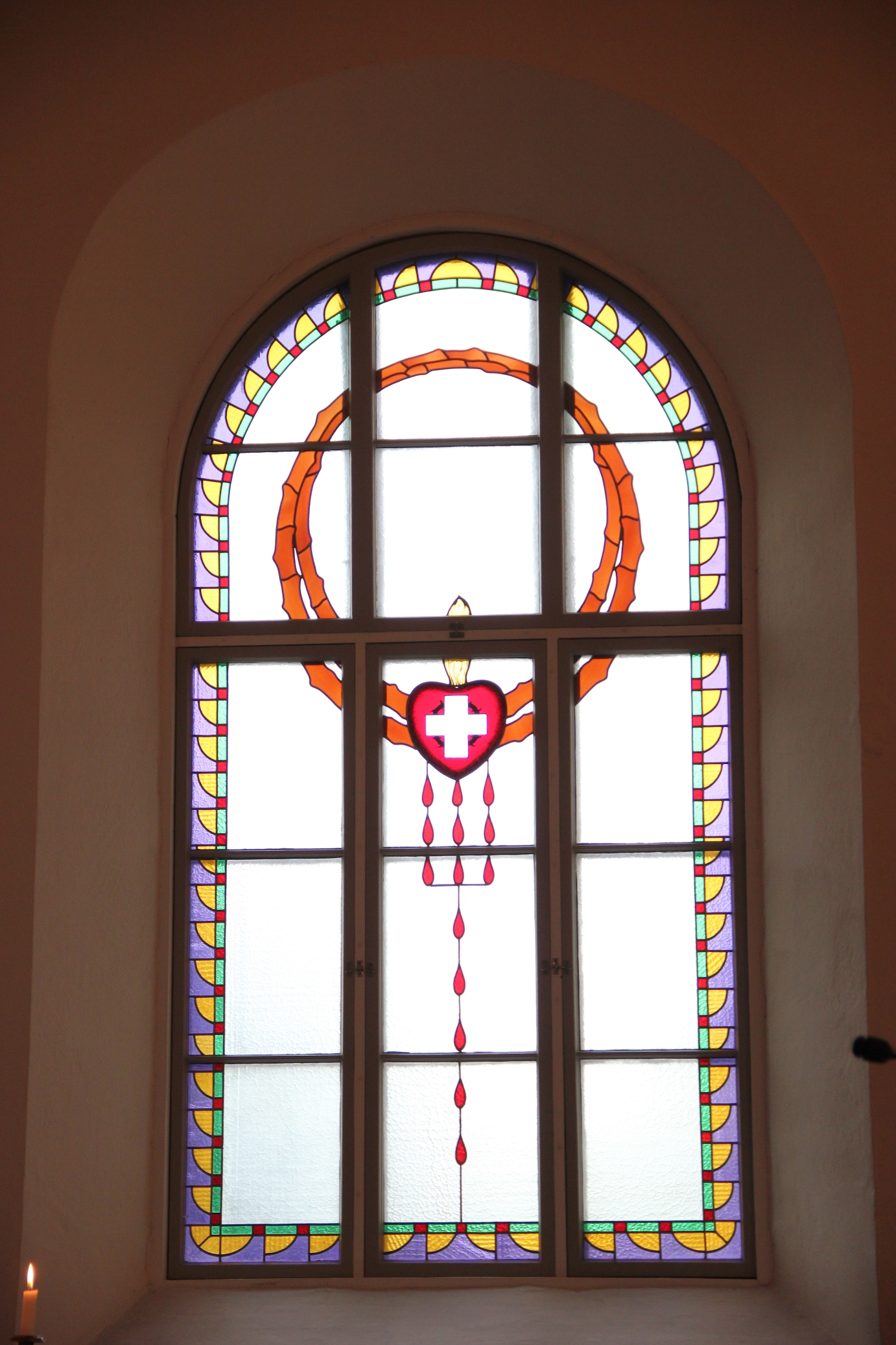
Fönstermålning.
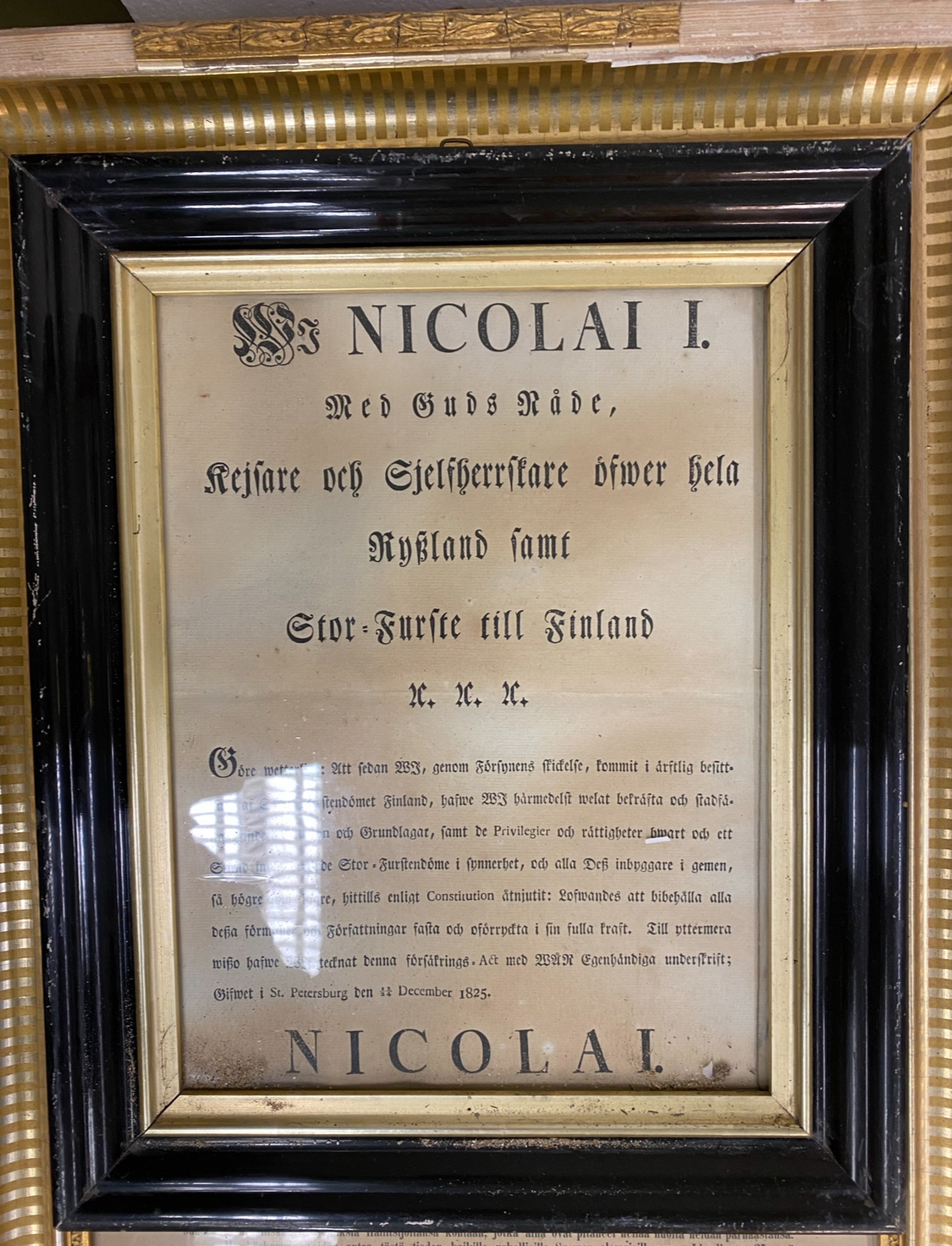
Kejsare Nikolaj I:s regentförsäkran.
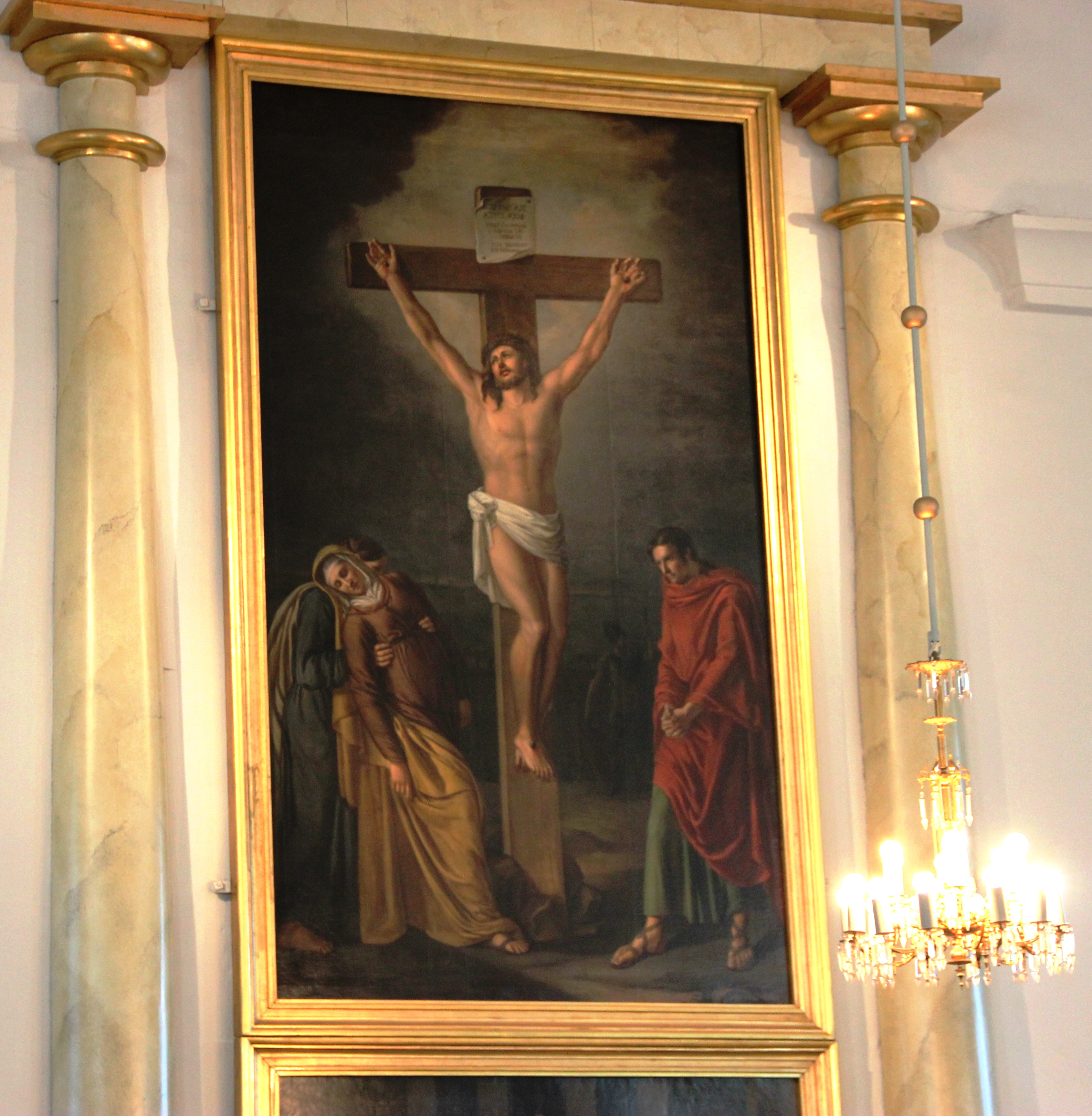
Altartavlan.
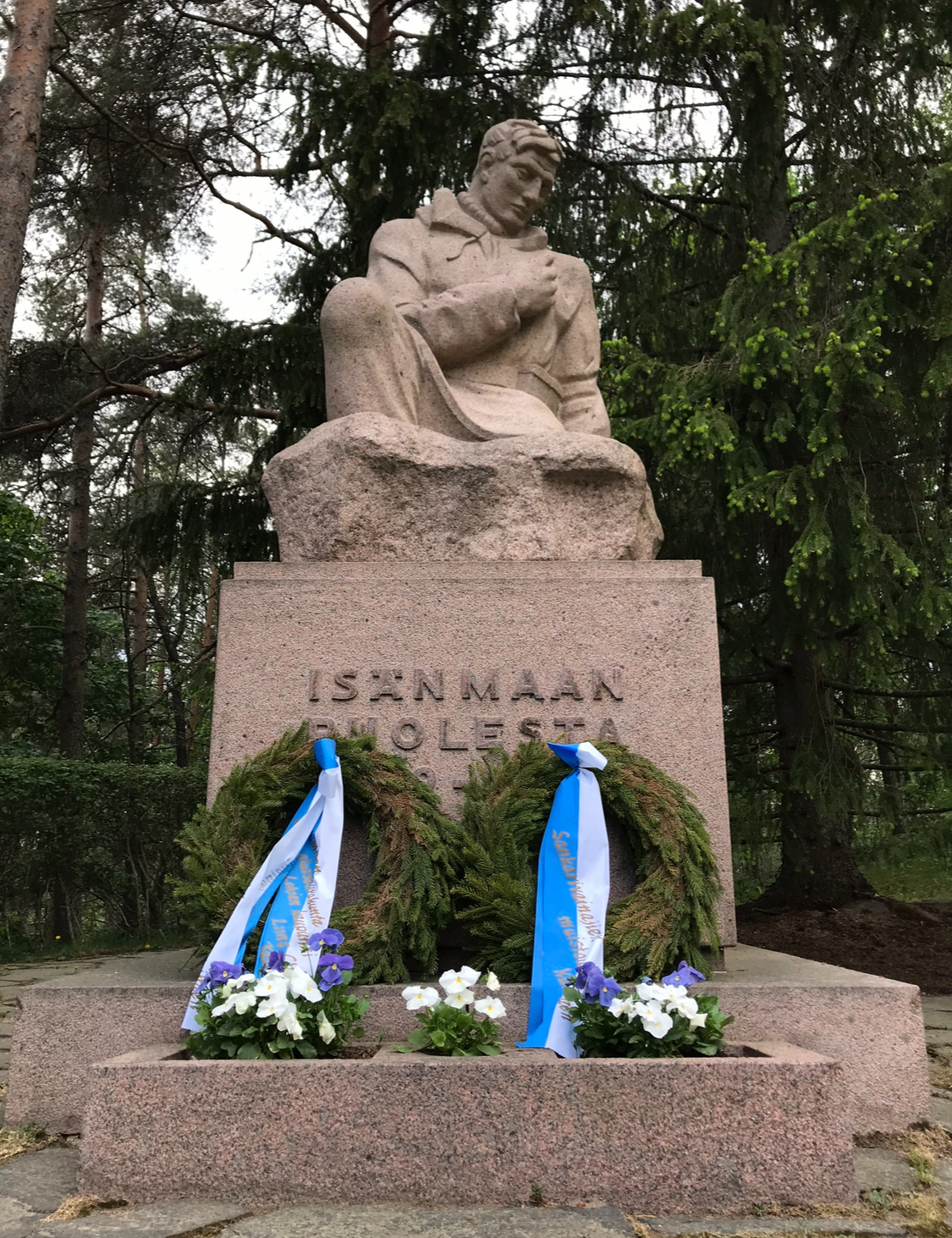
Monumentet vid hjältegravar.
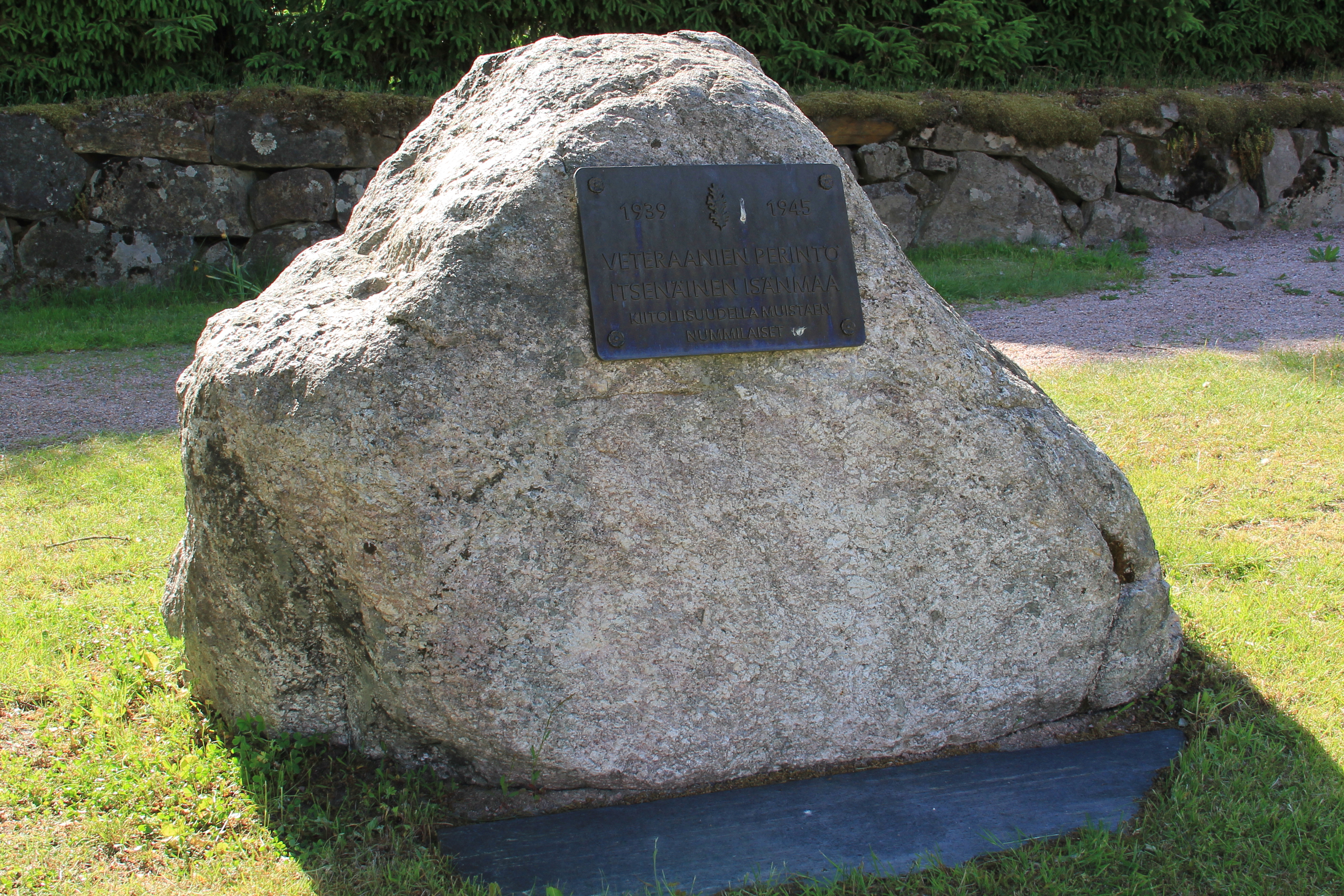
Veteranstenen.
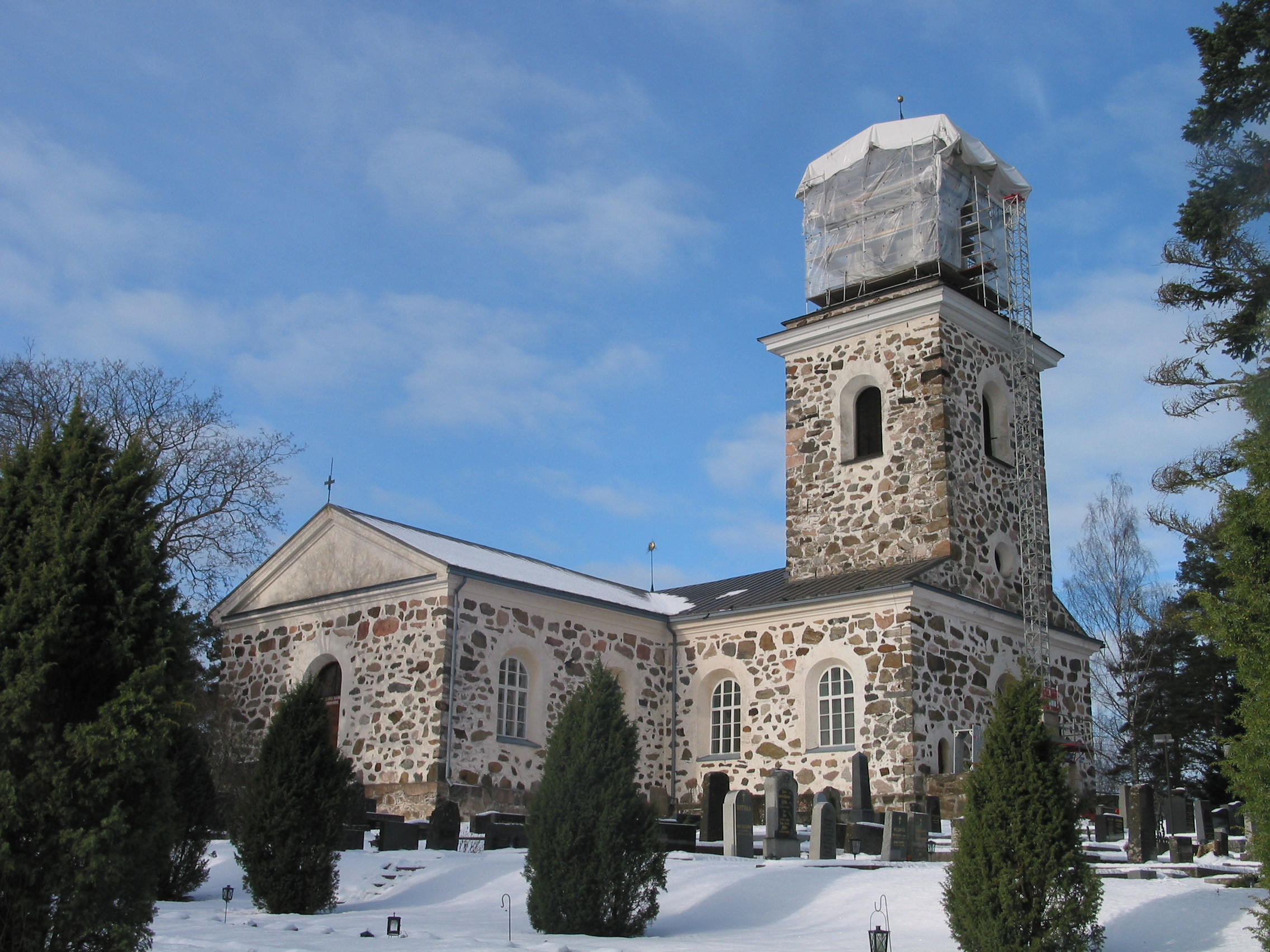
Renovering efter olyckan.
Nummis kyrka den 1 september 1957.